# حضرو
حضرو (الأردية: حضرو)، (بالإنجليزية: Hazro)‏ هي مدينة تقع في شمال غرب باكستان، في منطقة أتوك من محافظة البنجاب في باكستان. تقع تقريبا في منتصف الطريق بين بيشاور و إسلام أباد، العاصمة الاتحادية. هذه المدينة هي عاصمة حضرو تهسيل، وهو التقسيم الإداري للمنطقة، والسوق المركزي لمنطقة تشاشا. تتألف من 82 قرية تقع على طول نهر السند. يبلغ ارتفاع المدينة عن سطح البحر قرابة 361 متر. تبلغ مساحتها   كم². تقع على خط عرض 33.90972 وخط طول 72.49278.

## أعلام
- زبير علي زئي